# Missioner

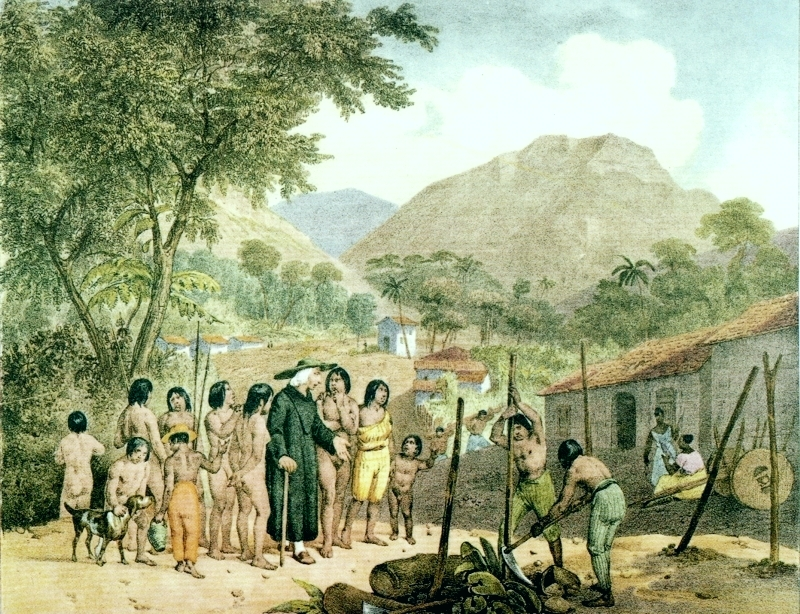
Un missioner jesuïta al Brasil. Aquarel·la del segle XIX.

Un missioner és un membre d'un grup religiós enviat a evangelitzar o a oferir educació, alfabetisme, justícia social, assistència sanitària i desenvolupament econòmic a una determinada regió. La paraula "missió" sorgí el 1598 quan els jesuïtes enviaren alguns dels seus membres a l'estranger, i deriva del terme llatí missionem, que significa fer l'acte d'enviar. La paraula fou utilitzada tenint en compte el seu ús bíblic en la traducció llatina de la Bíblia, ja que Jesús de Natzaret utilitzà el terme quan va enviar els deixebles a predicar en el seu nom. El terme es fa servir sovint en les missions religioses cristianes, però també es pot utilitzar per altres creences o ideologies.

## Criticisme
Certs aspectes temes han comportat crítiques a l'activitat missionera, entre aquestes la manca de respecte per altres cultures, o la potencial destrucció de l'estructura social entre els conversos.

## Contribucions dels missioners
Els missioners cristians han fet moltes contribucions considerades positives de tot el món; així un estudi recent, publicat a American Political Science Review (Cambridge University Press), centrant-se en els missioners protestants, es va trobar que sovint han deixat un impacte social molt positiu en les zones en què treballaven. "S'ha trobat en una anàlisi estadística transnacional que les missions protestants estan associades significativament amb uns nivells més alts de publicacions, educació, desenvolupament econòmic, organització de la societat civil, protecció de la propietat privada i de l'estat de dret i amb uns nivells més baixos de corrupció".
Els missioners també han fet importants contribucions a la lingüística i la descripció i documentació de molts idiomes. "Hi ha molts idiomes que actualment només es troben en els registres missioners. Més que en qualsevol altre lloc, el coneixement de les llengües natives d'Amèrica del Sud ha estat el producte de l'activitat missionera ... Sense la documentació missionera la recuperació [de diversos idiomes] hauria estat completament impossible"."Un historial satisfactori de la lingüística no pot ser escrit sense reconèixer la impressionant contribució dels missioners."

## Missioners catalans al món
Actualment hi ha missioners i missioneres catalans cristians repartits a tots els continents.